# Shweshwe

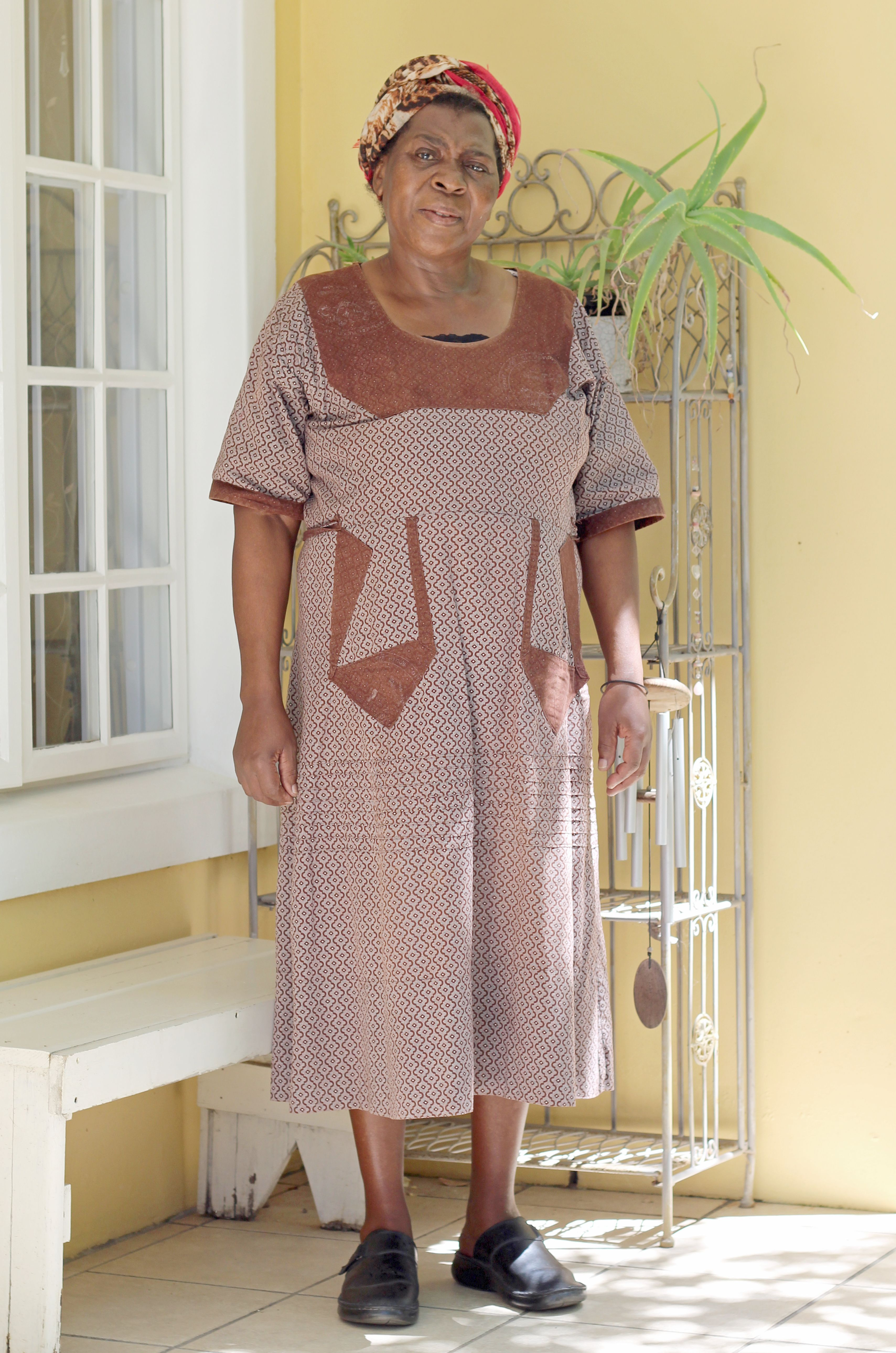
En kvinna från folkgruppen xhosa i en brun klänning av shweshwe.

Shweshwe (/ˈʃwɛʃwɛ/) är en sorts mönstrad textil av bomull som används till traditionella sydafrikanska kläder. Mönster skapas genom att hela tyget först färgas in, varefter ljusare partier fås med etstryck, där en svag syra avlägsnar färgämnet.
I början användes indigofärg, men idag finns många olika färger och designer som karaktäriseras av invecklade geometriska mönster. Dess tidlösa popularitet har gjort att shweshwe beskrivits som Sydafrikas motsvarighet till denim eller tartan.

## Historik
Shweshwetyger importerades från Indien och användes av tyska invandrare i södra Afrika. De lokala xhosa-kvinnorna inspirerades av tyskarna och i mitten av 1800-talet började de att ersätta skinnet i sina traditionella kläder med shweshwetyg. De tyckte om den blåa färgen som passade bra till deras hy.
Namnet shweshwe tros komma från franska missionärer som på 1840-talet skänkte tyget till kung Moshoeshoe av Lesotho (shoeshoe blev till shweshwe). Andra förknippar namnet med det rasslande ljudet av tyget när det används.
Idag tillverkas traditionell shweshwe bara på en fabrik i Sydafrika. På senare tid har de dock fått konkurrens av billiga importvaror från Asien.

## Användning
En traditionell användning av shweshwe är för sömnad av plagg med partier av olika mönster. De flesta plagg är unika eftersom de har utformats av sömmerskan i samråd med beställaren och är ofta prydda med vit zikzakbård ("rickrack"). 

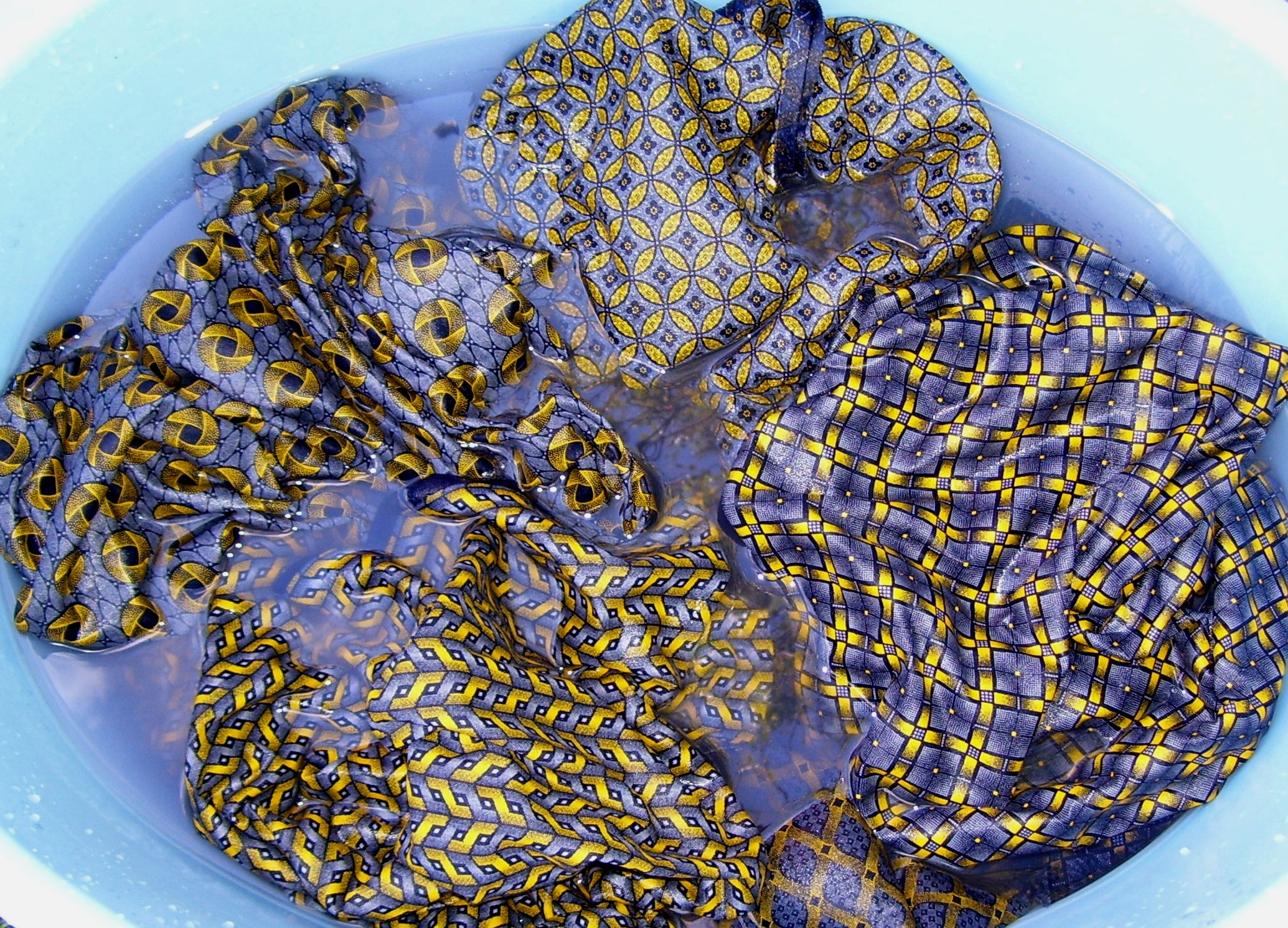
Blötläggning av shweshwe

Innan man kan sy något av tyget måste det blötläggas för att få bort stärkelsen från tillverkningsprocessen.
Idag används shweshwe, förutom till klänningar, till allt från väskor, smycken och hattar till skor och till och med badkläder.